# Inge Flierl
Inge Flierl (früher auch Millies-Flierl; * 28. Januar 1926 in Berlin) ist eine deutsche Kunstweberin, die Nestorin der Berliner Wirkkunst

## Leben und Werk
Der Vater von Inge (eigentlich Ingeborg) Flierl war der Berliner Ingenieur Dr. Alfred Millies. Sie absolvierte von 1942 bis 1945 in der Landfrauenschule Beinrode des Reifensteiner Verbands für haus- und landwirtschaftliche Frauenbildung eine landwirtschaftliche Lehre. Ihre Lehrjahre verbrachte sie auf einem Bauernhof in Schleswig-Holstein und in der Domäne Ossendorf in Neuzelle. Die landwirtschaftlichen Ausbildung schloss sie in Werder ab.
Von 1946 bis 1950 studierte sie an der Hochschule für Bildende Künste in Berlin bei Georg Tappert Kunstpädagogik. Daneben besuchte sie Kunstgeschichtsvorlesungen bei Adolf Behne und Will Grohmann und nahm sie am Plastikunterricht bei Waldemar Grzimek teil. Anschließend führte sie ihr Studium bis 1952 bei Hans Orlowski in der Abteilung Angewandte Kunst fort. In dieser Zeit begann sie mit der Gobelinweberei.
1953 zog sie nach Ost-Berlin, wo sie den Architekten Peter Flierl (* 1929) heiratete und begann, als freischaffende Künstlerin zu arbeiten. Ab 1956 schuf sie u. a. Zeichnungen und Druckgrafiken, auch als Buchillustration, Applikationen und kleinere Gobelins sowie baugebundene Arbeiten in Keramik und Mosaiken.
1970 schaffte sie sich einen Webstuhls mit einer Webbreite von 2 m an. Das ermöglichte ihr, größere Auftragsarbeiten zu erstellen, die zu ihrem Hauptbetätigungsfeld wurden. Sie schuf nun Werke für repräsentative öffentliche Gebäude, u. a. in Berlin für den Palast der Republik, das Kronprinzenpalais, die Akademie der Wissenschaften, das Schauspielhaus am Gendarmenmarkt und den Pionierpalast „Ernst Thälmann“.
Ihr Werk umfasst insbesondere mehr als 200 Gobelins, die sie alle selbst entworfen und gewebt hat, sowie ein Vielzahl von Applikationen.
Inge Flierl war von 1953 bis 1990 Mitglied des Verbands Bildender Künstler der DDR. Sie hatte in der DDR und im Ausland eine bedeutende Zahl von Einzelausstellungen und Ausstellungsbeteiligungen, u. a. von 1972 bis 1987 auf der VII. bis X. Kunstausstellung der DDR in Dresden. 1976 wurde sie mit dem Banner der Arbeit geehrt.
Inge Flierl und ihr Mann unterhielten enge freundschaftliche Beziehungen u. a. zu Fritz Cremer.
Alle Kinder Ingeborg Flierls wurden bildende Künstler: Petra (* 1954; Malerin und Grafikerin), Florian (* 1955; Bildhauer), Beate (* 1959; Textilgestalterin) und Marco (* 1963; Bildhauer).

## Rezeption
Klaus Hammer schrieb: „Zu jeder Tapisserie … gehört ein künstlerisches Konzept, das Inge Flierl, die Nestorin der Berliner Wirkkunst, in Form einer zeichnerischen Vorlage entwirft. So wie ein Musiker die Melodie hört, wenn er die Noten liest, so begleitet diese Zeichnung die Wirkerin durch alle Phasen des Produktionsprozesses, von der kunstvollen Einfärbung der Wollen bis zum detailtreuen Nachbilden.“

## Werke (Auswahl)

### Tapisserie
- Der Pfau (100 × 160 cm; 1952 auf der Wanderausstellung „Berliner Künstler“)
- Eine Mutter (50 × 130 cm; 1960 in Berlin auf der Ausstellung "Frauenschaffen und Frauengestalten in der bildenden Kunst)

- Die Atomkernspaltung, ihre positiven und negativen Auswirkungen (Wolle, 140 × 280 cm, 1966/1967; Förderungsauftrag des Berliner Magistrats)[2]
- Wachstum (198 × 168 cm, 1975; Palast der Republik, Spreerestaurant)[3]
- Blühen, wachsen, Früchte tragen (198 × 168 cm, 1975; Palast der Republik, Spreerestaurant)[3]
- Chamäleon in der Wüste (Wolle, 130 × 165 cm, 1981)
- Orpheus (1985; Kleiner Saal des Konzerthauses Berlin)
- Labyrinth mit Hindernissen (Wolle, 200 × 205 cm, 1986)[4]
- Januskopf „Berlin Ost-West (192 × 243 cm“, 1987)[5]

### Druckgrafik

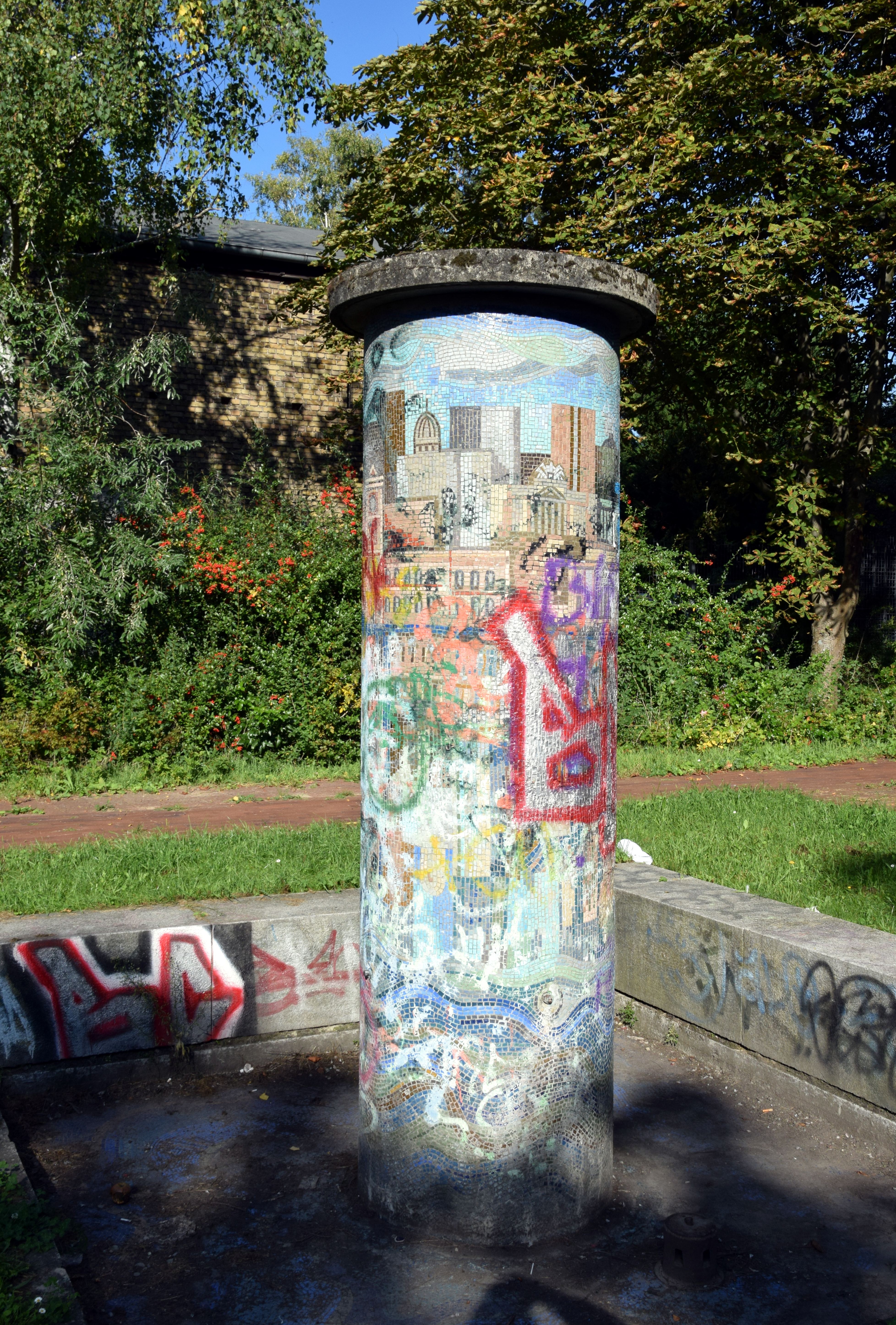
Mosaiksäule Berliner Stadtlandschaft

- Jugend (Lithografie, 1956)[6]
- Weberin (Lithografie)[7]

### Mosaiken
- Berliner Stadtlandschaft (Brunnensäule, Mosaik auf Beton, Höhe 3 m, 1983; Rebhuhnweg 33, Berlin-Marzahn)[8]

### Architekturbezogene Werke
- Entwurf für eine Glasfensterwand für eine Friedhofskapelle in Hoyerswerda (2,5 × 14,5 m, um 1958; wohl nicht realisiert)[9]

### Buchillustrationen/Buchgestaltung
- Bunte Märchen. Farbenfroh von der Palette gezaubert. Gustav Warneck Buchhandlung, Berlin, 1946
- Theodor Storm. Verlag Neues Leben, Berlin, 1968; Poesiealbum 10
- Alfred Millies: Strukturbilder der modernen Welt. Eine Lehre vom ich. Verlag Schopfheim Schwab, 1970

## Einzelausstellungen seit 2005 (unvollständig)
- 2005: Ostseebad Wustrow, Fischlandhaus (Tapisserien)
- 2005/2006: Berlin, Panther-Galerie (Inge Flierl – zum Achtzigsten)
- 2011: Berlin, Panther-Galerie (Tapisserien)
- 2014: Pampin, Kulturforum Pampin („Querschnitte“; mit Florian und Marc Flier und Caroline Böttcher)
- 2015: Berlin, Galerie Ei (mit Florian und Marco Flierl)
- 2016: Berlin, Galerie der Moderne (Tapisserie)
- 2017: Hameln, Kunstkreis Hameln („3 Generationen Flierl“; mit Marco und Florian Flierl)[10]
- 2020: Reinbek, Schloss Reinbek (Tapisserie und Skulptur; mit Marco Flierl)[11]
- 2020: Bad Elster, Kunstwandelhalle („Familien-Bande. Tapisserie, Grafiken & Skulpturen von Ingeborg & Marco Flierl“)[12]
- 2024/2025: Berlin, Museum Pankow („Rund um den Kollwitzplatz. Frühe Zeichnungen und Druckgrafiken“)[13]
- 2025: Berlin, Salongalerie „Die Möwe“ („Kühne Frauen. Von Leidenschaft und Widerstand in der Kunst.“; mit Magarete Kubicka, Katja Meirowsky, Margarethe Moll, Erna Schmidt-Caroll, Johanna Schütz-Wolff und Louise Stomps)